# 航空救難団
航空救難団（こうくうきゅうなんだん、英称：Air Rescue Wing）は、航空総隊に隷属する航空自衛隊の捜索救難（航空救難）の中核を担う組織で、隷下に10個の救難隊と4個のヘリコプター空輸隊が、全国の主要な航空自衛隊の基地などに配置されている。航空救難団司令部（飛行群本部）は埼玉県狭山市の入間基地（いるま）に所在し、航空救難団司令は空将補をもって充てられている。部隊のモットーはThat others may live.（他を生かすために）
組織の創設から2,600人以上を救助している。

## 任務および概要

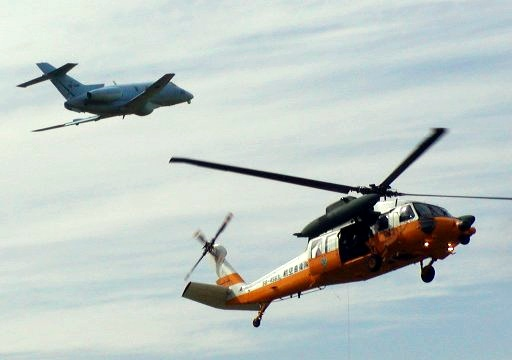
捜索救難活動の実演展示の様子。UH-60J救難機とU-125A捜索機はペアで運用される

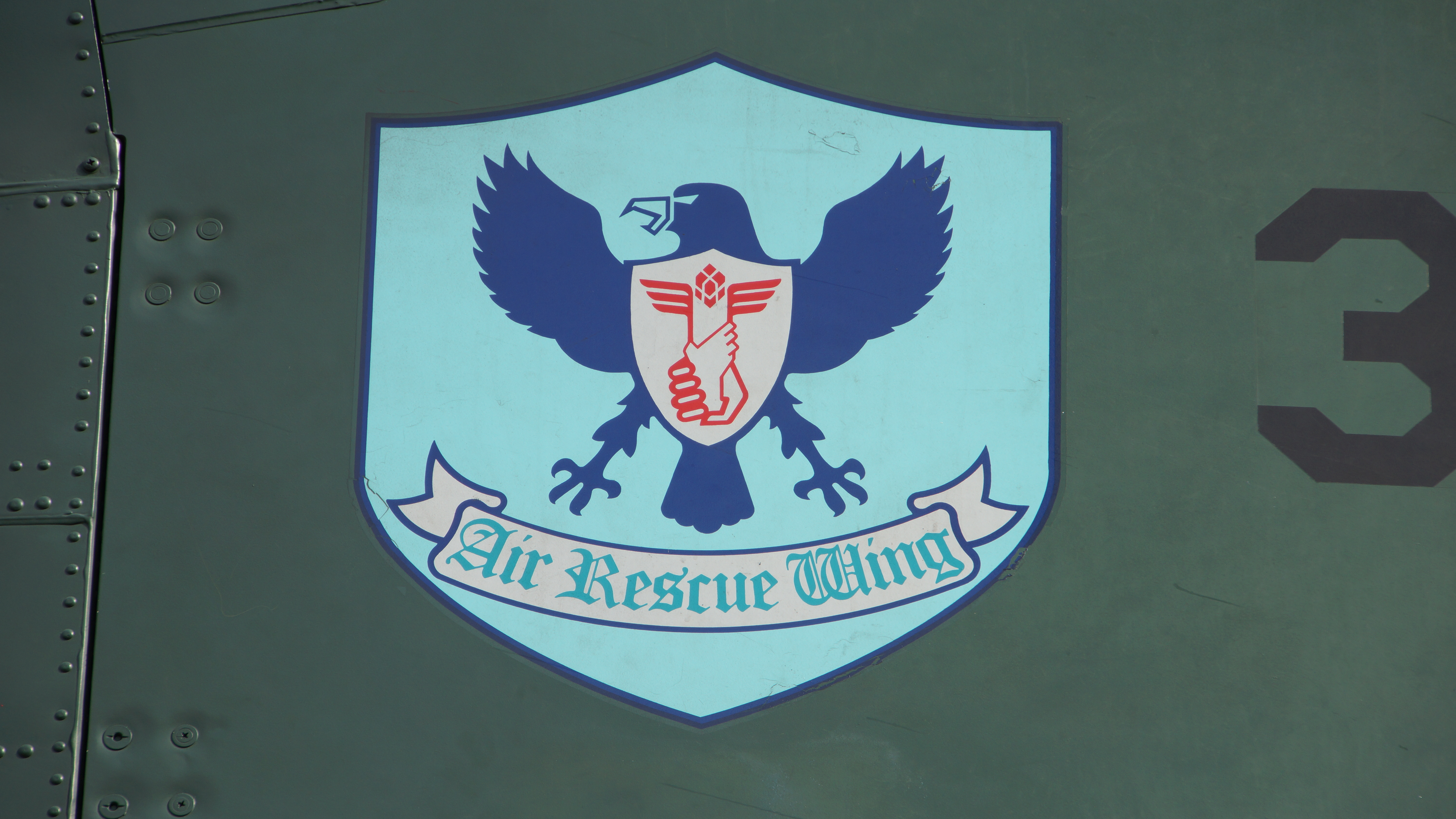
航空救難団の部隊マーク

主体となる救難隊（Air Rescue Squadron）は、過酷な環境で日夜活動する航空自衛隊や他の自衛隊で発生した墜落事故などにおける機体・乗員の捜索救難・救助活動を使命とする。また航空レスキュー (Air Rescue) の黎明期から、その先駆けとして1958年（昭和33年）から、他の救助機関が救助困難、もしくは悪天候により出動困難な場合、災害派遣として急患空輸や山岳および海上における遭難者の捜索救助活動にも出動している。救難隊では通称メディックと呼ばれる救難員が固定翼救難捜索機や救難救助ヘリに搭乗しており、練度の高い航空救難組織である。
陸上や近海の救難において、他組織または自衛隊の他部隊による救助が不可能である場合に出動すると自称することから『救難最後の砦』ともしばし吹聴される。
また、4個のヘリコプター空輸隊 (Helicopter Airlift Squadron) は、大型ヘリコプター (CH-47J) を運用しており、災害派遣時には要救助者の救助、急患空輸、被災者の空輸および物資の空輸を行う。また大規模火災に対する災害派遣では消火薬剤や海、河川などの水を使用した空中消火も行なっており、東日本大震災では消火活動のために200回以上の空中消火を行なった。平常の任務では、その輸送力から航空自衛隊のレーダーサイトなどへの補給・空中輸送任務（要人輸送を含む）を行なっている。
航空救難団は航空総隊司令官のもとに設けられる航空自衛隊中央救難調整所 (RCC) で、日本国内の航空事故を一括して情報収集し、各地の救難隊が迅速に対応する体制が敷かれている。また、海上自衛隊とは共同で航空救難にあたっており、海上自衛隊は航空自衛隊横田基地に航空救難情報中枢 (RIC) と呼ばれる機能をもち、海上自衛官の救難連絡員が配置され、海難救助や航空救難の情報を航空自衛隊中央救難調整所から得ていた。しかし、中期防衛力整備計画 (2014)により実施された、海上自衛隊および航空自衛隊が担う陸上配備の航空救難機能の航空自衛隊への一元化が図られた2017年（平成29年）3月31日以降は、統合幕僚監部が航空救難機能の一部を航空救難情報中枢（RIC）として横田基地内に置き、救難情報連絡員が配置されている。
航空自衛隊の救難部隊は、担当する空域を特定の戦闘機や練習機が飛行している間、救助機1機と捜索機1機で救難待機をとっている。この間待機しているクルーは、自衛隊機が緊急状態を宣言した場合や航空機が緊急スコークを発信した場合、即座に航空機に乗り込み緊急発進を行えるように態勢を整えておかなければならない。自衛隊機の演習空域は人家を避けて海上や山岳地帯に設定されており、また、緊急事態は悪天候時に発生しやすいため、各救難隊はあらゆる状況下での高い捜索救助能力が求められる。
救難機に搭乗して救助に当たる救難員は、航空自衛官の中から選抜されるが、その技能は救護・看護、空挺降下、ホイスト・ラペリング降下、潜水とその内容も幅広く、体力・精神力についても自衛隊屈指のレベルが求められる。救難員養成課程は1年にわたり履修し、非常に過酷なものとなっている。
実働部隊は隷下10個の救難隊（千歳、秋田、松島、新潟、小松、百里、浜松、芦屋、新田原、那覇）と4個のヘリ空輸隊（三沢、入間、春日、那覇）で編成され、各救難隊は3機の救難機 (UH-60J) と2機の捜索機 (U-125A) を基本編成としている。それらを統括する飛行群本部は入間基地（埼玉県狭山市）に、航空救難団が所有する航空機の整備などを行う整備群本部と、救難機・捜索機のクルーや救難員を養成する救難教育隊がともに小牧基地（愛知県小牧市）にある。
これらの部隊は、近年では民間航空機の普及から民間航空機事故などでも活躍しており、国土交通省の東京空港事務所長などからの救難要請（災害派遣要請）が入れば直ちに活動を開始する。他の救助機関が対応不能な、民間人の遭難者の救難・救助活動や急患空輸は災害派遣として行っているが、この理由として、民間人に対する救助活動は、消防の救助隊が主に実施し、山岳救助は警察の山岳警備隊や消防の山岳救助隊 、海難事故は海上保安庁が担っているからである。なお緊急を要する場合は、これらの条件や縦割り行政、管轄地域を超えて活動する。

### 保有航空機
- 捜索機
  - U-125A (RESCUE ASCOT)
- 救難機
  - UH-60J (RESCUE HERO)
- 輸送ヘリコプター
  - CH-47J(LR) (RESCUE CREST)

※ ( ) 内はコールサイン（機種別になっている。）。コールサイン末尾に機番号末尾二桁の数字を付する。また、「RESCUE」は省略する場合もある。

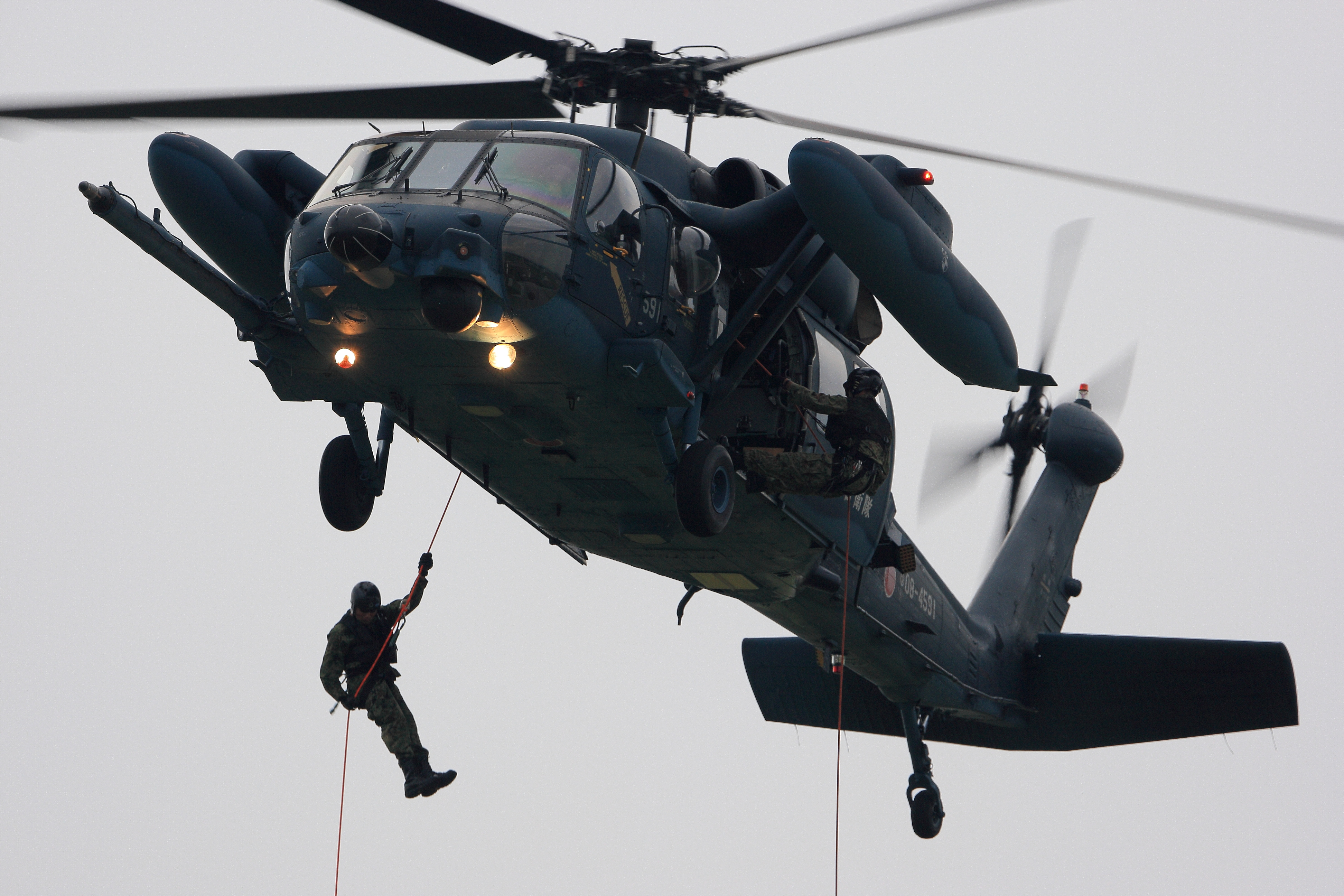
UH-60J救難ヘリコプターから救難員が降下する際の様子
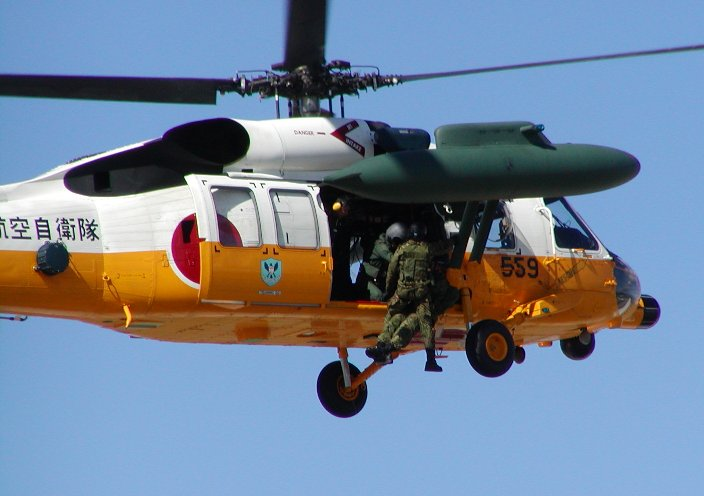
負傷者を救助し救難機に収容する際の様子
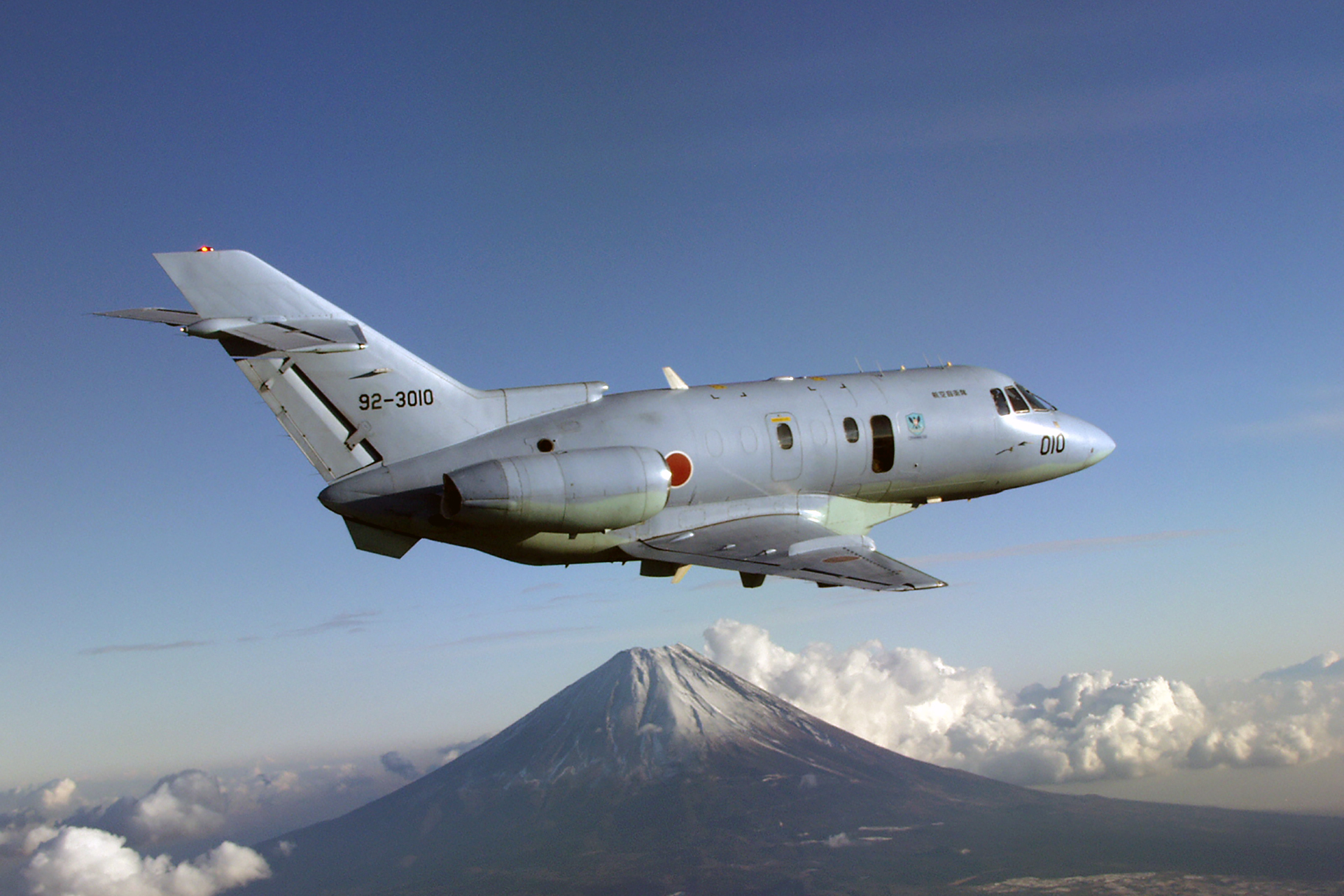
U-125A救難機
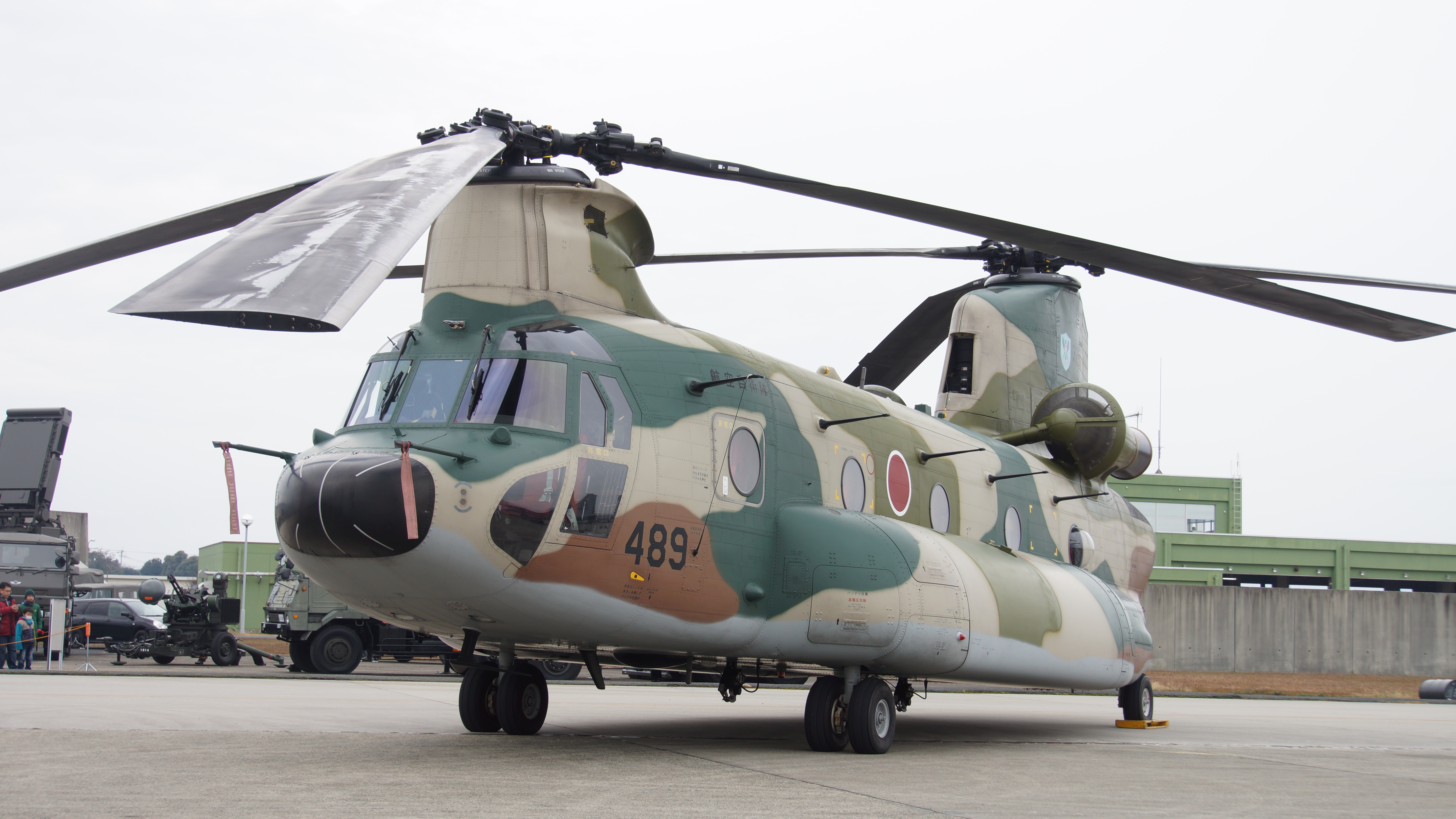
CH-47J輸送ヘリコプター

## 海上・陸上自衛隊との共同体制

### 海上自衛隊
海上自衛隊の救難飛行隊とは共同体制を敷いている。
現場が、ヘリで到達できない遠方もしくはヘリの速力では時間的猶予がない、洋上・離島の場合、海上自衛隊第71航空隊が出動する。この場合US-2救難飛行艇と、海上自衛隊固定翼哨戒機もしくは航空救難団U-125Aがペアを組み、速力に優る固定翼哨戒機/U-125Aが先行して現場海域上空まで進出し救助対象の場所を確定、続いてきた救難飛行艇が事故現場に着水して救助する。また、遠隔諸島地域での急患輸送でも救難飛行艇が用いられる場合がある。この救難飛行艇は元来、長躯洋上で任務にあたる海上自衛隊作戦機や艦艇の救難を目的に配備されているが、その要求から航続距離、離着水性能、与圧性能など世界トップクラスの能力を持ち、こちらは「海難救助最後の砦」とも呼ばれる。
なお海上自衛隊も、航空救難団のUH-60Jと同等のSH-60K回転翼哨戒機（救難仕様）を配備（第21航空群第21航空隊硫黄島航空分遣隊）しており、航空自衛隊の救難隊と共に航空救難の「専任部隊」として、航空救難の実施を主たる任務としている。将来的にはヘリコプターによる救難活動は航空自衛隊に移管される予定である。
ちなみに、大村航空基地の第22航空群は自衛隊の中で災害派遣の出動回数が最も多い部隊である。この理由として、同隊は離島の多い九州以西を担任地域としているほか、航空自衛隊航空救難団は「最後の砦」として温存されるため、航続距離のあるヘリであれば対応可能な離島地域の急患輸送は、第22航空群に割り当てられることが多い故である。

### 陸上自衛隊
陸上自衛隊に救難専門部隊は存在せず、航空科部隊が救助を行う。海上自衛隊第224飛行隊と同じく、離島地域の急患輸送で、災害派遣の出動回数が多い部隊として、航空自衛隊那覇基地に駐屯する第15ヘリコプター隊（旧第1混成団第101飛行隊）が知られる。

## 沿革
- 1958年（昭和33年）
  - 3月18日 - 浜松基地において日本で最初の航空救難組織である「臨時救難航空隊」編成[9]。
  - 10月1日 - 臨時救難航空隊が「救難航空隊」に改編。隷下に救難教育隊、救難野整備隊新編。
- 1959年（昭和34年）
  - 2月1日 - 千歳基地に千歳救難分遣隊新編[9]。
  - 5月15日 - 小牧基地に小牧救難分遣隊新編[9]。
  - 6月1日 - 救難野整備隊を廃止。
- 1960年（昭和35年）
  - 3月1日 - 新田原基地（にゅうたばる）に新田原救難分遣隊新編[9]。
  - 7月1日 - 救難航空隊本部が浜松基地から入間基地に移動[9]。
  - 9月20日 - 松島基地に松島救難分遣隊新編[9]。
- 1961年（昭和36年）
  - 3月1日 - 小松基地に小松救難分遣隊新編[9]。
  - 7月15日 - 救難航空隊が「航空救難群」に改編、芦屋基地に芦屋救難分遣隊新編[9]。
- 1963年（昭和38年）1月25日 - 入間基地に入間救難分遣隊新編[9]。
- 1964年（昭和39年）12月1日 - 各基地の救難分遣隊を救難隊に改編[9]。
- 1965年（昭和40年）11月20日 - 百里基地に百里救難隊新編[9]。
- 1966年（昭和41年）12月15日 - 中部航空方面隊隷下の新潟基地隊が航空救難群隷下に編入[10]。
- 1967年（昭和42年）10月25日 - 新潟基地隊を新潟救難隊に改編[10]。
- 1968年（昭和43年）10月1日 - 入間救難隊を廃止[9]。
- 1971年（昭和46年）3月1日 - 航空救難群が「航空救難団」に改編。

1. 飛行群（群本部：入間）新編。
2. 整備群（小牧）新編。
3. 救難教育隊が小牧基地に移動。
4. 小牧救難隊は浜松へ移動し、浜松救難隊に改称。

- 1972年（昭和47年）10月30日 - 那覇基地に臨時那覇救難隊新編。
- 1973年（昭和48年）10月16日 - 臨時那覇救難隊を那覇救難隊に改編。
- 1987年（昭和62年）
  - 1月29日 - 秋田分屯基地に秋田分遣隊新編。
  - 3月31日 - 秋田派遣隊を秋田救難隊に改編。
  - 10月1日 - 入間基地に臨時入間ヘリコプター空輸隊編成[9]。
- 1988年（昭和63年）
  - 4月25日 - 三沢基地にCH-47J準備室三沢現地班設置[11]。
  - 10月1日 - 臨時入間ヘリコプター空輸隊を入間ヘリコプター空輸隊に改編[9]。
- 1989年（平成元年）
  - 3月16日 - 組織改編により、航空支援集団が新編、同隷下に編入[9]。
  - 3月31日 - 三沢ヘリコプター空輸隊新編[11]。
- 1992年（平成04年）
  - 3月31日 - 那覇基地に那覇ヘリコプター空輸隊新編[9]。
  - 5月22日 - 春日基地に春日ヘリコプター空輸隊新編[9]。
- 2008年（平成20年）6月1日 - 航空救難団創立50周年記念式典を実施[12]。
- 2013年（平成25年）3月26日 - 自衛隊法等の一部を改正する法律[13]の施行[14]により、航空支援集団隷下から航空総隊直轄部隊に編入。
- 2017年（平成29年）3月31日 - 航空救難に関する訓令の改正により救難区域の変更（9救難区域から4救難区域へ）
- 2018年（平成30年）6月2日 - 入間基地にて航空救難団創立60周年記念式典を実施[15]。

## 部隊編成
- 団司令部（入間基地）
  - 監理部
  - 人事部
  - 防衛部
  - 装備部
  - 飛行群本部（入間基地）
    - 千歳救難隊（千歳基地）
    - 秋田救難隊（秋田分屯基地）
    - 松島救難隊（松島基地）
    - 新潟救難隊（新潟分屯基地）
    - 百里救難隊（百里基地）
    - 小松救難隊（小松基地）
    - 浜松救難隊（浜松基地）
    - 芦屋救難隊（芦屋基地）
    - 新田原救難隊（新田原基地）
    - 那覇救難隊（那覇基地）
    - 三沢ヘリコプター空輸隊（三沢基地）
    - 入間ヘリコプター空輸隊（入間基地）
    - 春日ヘリコプター空輸隊（春日基地）
    - 那覇ヘリコプター空輸隊（那覇基地）

  - 整備群（小牧基地）
    - 修理隊
    - 装備隊
    - 検査隊

  - 救難教育隊（小牧基地）

## 航空救難担当区域と指揮官
航空救難（捜索救助）では、「航空救難に関する訓令」により、航空自衛隊と海上自衛隊に日本の領域での航空救難区域（SRR:Search and Rescue Region）が区域指揮官に割り当てられ、初動の区域として航空自衛隊と海上自衛隊が担当区域を重複しないように区分されていたが、26中期防に基づく海上自衛隊および航空自衛隊が担う陸上配備の航空救難機能の航空自衛隊への一元化のため、2017年（平成29年）3月に海上自衛隊が管轄する救難区域が廃止され、9区域となっていた救難区域が4区域に改定された。
2017年（平成29年）3月までの救難区域
- 第1救難区域（北海道および周辺） 航空自衛隊北部航空方面隊司令官（三沢基地）
  - 隷下：千歳救難隊、松島救難隊、秋田救難隊
- 第2救難区域（日本海北部、太平洋三陸沖） 海上自衛隊第2航空群司令（八戸航空基地）
  - 航空自衛隊隷下：松島救難隊、秋田救難隊
- 第3救難区域（本州東部、東海、北陸、近畿、日本海） 航空自衛隊中部航空方面隊司令官（入間基地）
  - 隷下：百里救難隊、浜松救難隊、新潟救難隊、小松救難隊
- 第4救難区域（房総沖、小笠原諸島、硫黄島） 海上自衛隊第4航空群司令（厚木航空基地）
  - 航空自衛隊隷下：百里救難隊、浜松救難隊
- 第5救難区域（日本海南部、中国、四国沖） 海上自衛隊第31航空群司令（岩国航空基地）
  - 航空自衛隊隷下：芦屋救難隊
- 第6救難区域（九州） 航空自衛隊西部航空方面隊司令官（春日基地）
  - 隷下部隊：芦屋救難隊、新田原救難隊
- 第7救難区域（南九州と九州西部の周辺海域） 海上自衛隊第1航空群司令（鹿屋航空基地）
  - 航空自衛隊隷下：新田原救難隊
- 第8救難区域（南西諸島、先島諸島） 航空自衛隊南西航空混成団司令（那覇基地）
  - 隷下部隊：那覇救難隊
- 第9救難区域（東シナ海、沖縄周辺海域） 海上自衛隊第5航空群司令（那覇航空基地）
  - 航空自衛隊隷下：那覇救難隊

2017年（平成29年）3月以降の救難区域
- 第1救難区域（北海道および周辺、日本海北部） 北部航空方面隊司令官（三沢基地）
  - 隷下：千歳救難隊、秋田救難隊
- 第2救難区域（太平洋三陸沖、房総沖、小笠原諸島、硫黄島、本州東部、東海、北陸、近畿、日本海） 中部航空方面隊司令官（入間基地）
  - 隷下：松島救難隊、百里救難隊、新潟救難隊、浜松救難隊、小松救難隊
  - 海上自衛隊隷下：硫黄島航空分遣隊（第21航空群第21航空隊）
- 第3救難区域（日本海南部、中国、四国沖、九州、九州西部の周辺海域） 西部航空方面隊司令官（春日基地）
  - 隷下：芦屋救難隊、新田原救難隊
- 第4救難区域（南西諸島、先島諸島、東シナ海、沖縄周辺海域） 南西航空方面隊司令官（那覇基地）
  - 隷下：那覇救難隊

## 主要幹部
| 官職名         | 階級    | 氏名     | 補職発令日     | 前職                                                       |
| -------------- | ------- | -------- | -------------- | ---------------------------------------------------------- |
| 航空救難団司令 | 空将補  | 福田隆宏 | 2025年08月01日 | 航空自衛隊第5術科学校長                                    |
| 副司令         | 1等空佐 | 藤本悦夫 | 2023年03月30日 | 航空幕僚監部総括副監理監察官                               |
| 飛行群司令     | 1等空佐 | 伊藤寛人 | 2023年08月06日 | 航空安全管理隊航空事故調査部長                             |
| 整備群司令     | 1等空佐 | 湯川秀人 | 2023年11月06日 | 航空自衛隊補給本部計画部整備課長 兼 航空自衛隊補給本部勤務 |

| 代                             | 氏名                 | 在職期間                                                   | 出身校・期               | 前職                                                       | 後職                                          |
| 臨時救難航空隊長               | 臨時救難航空隊長     | 臨時救難航空隊長                                           | 臨時救難航空隊長         | 臨時救難航空隊長                                           | 臨時救難航空隊長                              |
| ------------------------------ | -------------------- | ---------------------------------------------------------- | ------------------------ | ---------------------------------------------------------- | --------------------------------------------- |
| -                              | 伊丹武雄 （2等空佐） | 1958年03月18日 - 1958年09月30日                            | 陸士49期                 |                                                            | 航空救難隊長                                  |
| 救難航空隊長                   |                      |                                                            |                          |                                                            |                                               |
| 01                             | 伊丹武雄 （2等空佐） | 1958年10月01日 - 1959年05月31日                            | 陸士49期                 | 臨時救難航空隊長                                           | 救難航空隊付                                  |
| 02                             | 佐藤熙               | 1959年06月01日 - 1962年07月15日                            | 陸士48期・ 陸大60期      | 航空総隊司令部付                                           | 航空救難群司令                                |
| 航空救難群司令（1等空佐）      |                      |                                                            |                          |                                                            |                                               |
| 01                             | 佐藤熙               | 1961年07月15日 - 1962年07月15日                            | 陸士48期・ 陸大60期      | 救難航空隊長                                               | 第11飛行教育団司令 兼 小月基地司令            |
| 02                             | 松島龍夫             | 1962年07月16日 - 1964年07月15日                            | 海兵65期                 | 航空自衛隊幹部候補生学校 第1教育部長                       | 北部航空方面隊司令部幕僚長                    |
| 03                             | 町田久雄             | 1964年07月16日 - 1964年09月15日                            | 陸士47期                 | 航空幕僚監部副監察官 →1964年3月16日 航空自衛隊幹部学校勤務 | 事故により殉職（空将補昇任）                  |
| 04                             | 川村良吉             | 1964年09月15日 - 1965年12月05日                            | 陸士50期・ 陸大59期      | 航空総隊司令部人事部長                                     | 第6航空団司令 兼 小松基地司令                 |
| 05                             | 東條道明             | 1965年12月06日 - 1967年11月14日                            | 陸士50期                 | 航空自衛隊第4術科学校 第2教育部長                          | 第8航空団司令 兼 築城基地司令                 |
| 06                             | 小嶋功               | 1967年11月15日 - 1969年12月15日 ※1969年02月17日 空将補昇任 | 陸士50期                 | 第12飛行教育団司令 兼 防府北基地司令                       | 航空幕僚監部付 →1970年1月1日 退職             |
| 07                             | 吉田穆               | 1969年12月16日 - 1971年02月28日 ※1970年01月01日 空将補昇任 | 陸士52期                 | 術科教育本部人事部長                                       | 航空救難団司令                                |
| 航空救難団司令（空将補（一）） |                      |                                                            |                          |                                                            |                                               |
| 01                             | 吉田穆               | 1971年03月01日 - 1972年02月15日                            | 陸士52期                 | 航空救難群司令                                             | 航空幕僚監部付 →1972年7月1日 退職             |
| 02                             | 中村秀夫             | 1972年02月16日 - 1973年07月15日                            | 陸士53期                 | 第11飛行教育団司令 兼 静浜基地司令                         | 航空幕僚監部付 →1973年12月1日 退職            |
| 03                             | 岩永成夫             | 1973年07月16日 - 1976年03月15日 ※1974年01月01日 空将補昇任 | 陸士55期                 | 偵察航空隊司令                                             | 航空幕僚監部付 →1976年8月1日 退職             |
| 04                             | 神田玄黄             | 1976年03月16日 - 1977年07月31日                            | 陸士56期                 | 飛行教育集団司令部幕僚長                                   | 航空幕僚監部付 →1978年1月1日 退職             |
| 05                             | 髙橋吉三郎           | 1977年08月01日 - 1978年07月31日                            | 陸士57期                 | 第81航空隊司令                                             | 航空自衛隊幹部候補生学校付 →1979年1月1日 退職 |
| 06                             | 座間高明             | 1978年08月01日 - 1979年07月31日 ※1979年01月01日 空将補昇任 | 陸士59期                 | 航空総隊司令部飛行隊司令                                   | 第1航空団司令 兼 浜松北基地司令               |
| 07                             | 河原崎輝男           | 1979年08月01日 - 1980年06月30日 ※1980年03月17日 空将補昇任 | 研数専門・ 5期幹候（陸） | 航空総隊司令部飛行隊司令                                   | 飛行教育集団司令部幕僚長                      |
| 08                             | 関良治               | 1980年07月01日 - 1982年03月15日 ※1981年05月01日 空将補昇任 | 早稲田大学 昭和29年卒    | 第13飛行教育団副司令                                       | 航空安全管理隊司令                            |
| 09                             | 吉村仁男             | 1982年03月16日 - 1983年04月25日                            | 学習院大学・ 9期幹候     | 航空幕僚監部副監察官                                       | 航空幕僚監部人事教育部長                      |
| 10                             | 森本雅隆             | 1983年04月26日 - 1986年03月30日 ※1983年05月16日 空将補昇任 | 中央大学・ 3期幹候       | 那覇基地隊司令 兼 那覇基地司令                             | 退職                                          |
| 11                             | 渡邊榮顯             | 1986年03月31日 - 1988年07月06日                            | 防大2期                  | 第11飛行教育団司令 兼 静浜基地司令                         | 飛行教育集団司令部幕僚長                      |
| 12                             | 安藤堅一             | 1988年07月07日 - 1989年06月29日                            | 防大1期                  | 飛行教育集団司令部幕僚長                                   | 退職                                          |
| 13                             | 淺野豐               | 1989年06月30日 - 1990年07月08日                            | 防大2期                  | 航空幕僚監部監察官                                         | 退職                                          |
| 14                             | 中村雅嘉             | 1990年07月09日 - 1993年03月23日 ※1991年03月16日 空将補昇任 | 防大5期                  | 統合幕僚会議事務局第1幕僚室 企画調整官 兼 企画班長         | 航空支援集団司令部幕僚長                      |
| 15                             | 山口利勝             | 1993年03月24日 - 1994年06月30日                            | 防大9期                  | 第3航空団司令 兼 三沢基地司令                              | 統合幕僚会議事務局第3幕僚室長                 |
| 16                             | 遠竹郁夫             | 1994年07月01日 - 1995年06月29日                            | 防大11期                 | 北部航空方面隊司令部幕僚長                                 | 航空幕僚監部防衛部長                          |
| 17                             | 大屋利光             | 1995年06月30日 - 1998年03月25日                            | 防大9期                  | 第2航空団司令 兼 千歳基地司令                              | 退職                                          |
| 18                             | 中司崇               | 1998年03月26日 - 1999年07月08日                            | 防大10期                 | 第83航空隊司令 兼 那覇基地司令                             | 退職                                          |
| 19                             | 村岡亮道             | 1999年07月09日 - 2001年06月28日                            | 防大11期                 | 南西航空混成団副司令                                       | 退職                                          |
| 20                             | 下平幸二             | 2001年06月29日 - 2003年03月26日                            | 防大19期                 | 航空幕僚監部防衛部防衛課長                                 | 第2航空団司令 兼 千歳基地司令                 |
| 21                             | 柴田雄二             | 2003年03月27日 - 2004年08月29日                            | 防大14期                 | 第1航空団司令 兼 浜松基地司令                              | 退職                                          |
| 22                             | 鬼塚恒久             | 2004年08月30日 - 2005年07月27日                            | 防大15期                 | 第3航空団司令 兼 三沢基地司令                              | 退職                                          |
| 23                             | 齊藤治和             | 2005年07月28日 - 2006年09月18日                            | 防大22期                 | 第6航空団司令 兼 小松基地司令                              | 航空幕僚監部運用支援・情報部長                |
| 24                             | 平田英俊             | 2006年09月19日 - 2007年07月02日                            | 東京大学・ 70期幹候      | 第3航空団司令 兼 三沢基地司令                              | 航空幕僚監部防衛部長                          |
| 25                             | 滝脇博之             | 2007年07月03日 - 2009年03月23日                            | 防大18期                 | 第1航空団司令 兼 浜松基地司令                              | 退職                                          |
| 26                             | 石野次男             | 2009年03月24日 - 2011年04月26日                            | 防大22期                 | 第1輸送航空隊司令 兼 小牧基地司令                          | 中部航空方面隊司令官                          |
| 27                             | 若林秀男             | 2011年04月27日 - 2012年07月25日                            | 防大23期                 | 航空教育集団司令部幕僚長                                   | 北部航空方面隊司令官                          |
| 28                             | 石野貢三             | 2012年07月26日 - 2013年08月21日                            | 防大22期                 | 航空総隊司令部幕僚長                                       | 退職                                          |
| 29                             | 杉山政樹             | 2013年08月22日 - 2014年08月04日                            | 防大26期                 | 西部航空方面隊副司令官                                     | 航空支援集団副司令官                          |
| 30                             | 國分雅宏             | 2014年08月05日 - 2015年08月03日                            | 防大25期                 | 航空総隊司令部幕僚長                                       | 退職                                          |
| 31                             | 鶴田眞一             | 2015年08月04日 - 2016年12月19日                            | 防大28期                 | 航空教育集団司令部幕僚長                                   | 航空自衛隊補給本部副本部長                    |
| 32                             | 小川能道             | 2016年12月20日 - 2019年03月31日                            | 防大29期                 | 航空幕僚監部監理監察官                                     | 退職                                          |
| 33                             | 川波清明             | 2019年04月01日 - 2022年03月16日                            | 防大32期                 | 航空幕僚監部運用支援・情報部長                             | 航空支援集団副司令官                          |
| 34                             | 今城弘治             | 2022年03月17日 - 2022年12月22日                            | 防大33期                 | 航空支援集団副司令官                                       | 退職                                          |
| 35                             | 亀岡弘               | 2022年12月23日 - 2023年12月21日                            | 防大35期                 | 航空総隊司令部幕僚長                                       | 北部航空方面隊司令官                          |
| 36                             | 佐藤信知             | 2023年12月22日 - 2025年07月31日                            | 防大34期                 | 中部航空方面隊副司令官                                     | 退職                                          |
| 37                             | 福田隆宏             | 2025年08月01日 -                                           | 防大35期                 | 航空自衛隊第5術科学校長                                    |                                               |

## 近年の捜索・救難実績（災害派遣）
- 2011年3月11日 東北地方太平洋沖地震で、千歳・秋田・新潟・百里・浜松の各救難隊が派遣され、被災地で救助を行なう。機体表記の「HAMAMATSU」は浜松救難隊の所属機。航空救難団による東日本大震災関連の救出者は3,442人にのぼった。
- 2011年1月5日 秋田海上保安部から救助要請を受けた秋田救難隊が、悪天候の中で男鹿市の船川港沖に停泊しているタンカーに救難員が降下して、負傷した乗員を救助して秋田空港で救急車に引き渡しを行なった。
- 2011年1月3日 熊本空港から北九州空港に向け離陸して不明となったセスナ機を、東京空港事務所長からの航空救難の要請で、悪天候の中で捜索・救難活動中の新田原救難隊が緊急遭難信号（航空機用のELTによる自動発信）を受信、連絡を受けた地上での捜索中の陸上自衛隊が4日に遭難機および死亡した乗員を発見した。
- 2010年12月14日 犬吠埼東方沖を航行中のパナマ船籍貨物船において中国人の急患が発生したため、第二管区海上保安本部長から救助要請により、松島救難隊が救助を行い松島基地で引き渡しを行なった。
- 2010年12月18日 沖縄県南大東島南方沖を航行中の中国船籍貨物船において中国人の急患が発生したため、第十一管区海上保安本部長から救助要請により、那覇救難隊が救助して南大東島で海上保安庁に引き渡しを行なった。
- 2010年11月9日 西表島南約340キロメートルを航行中のパナマ船籍貨物船（全員中国人）の行方不明により、第十一管区海上保安本部長から海上自衛隊第５航空群司令に対して災害派遣要請の出た事案で、前進展開中の那覇救難隊が、海上保安庁巡視船（1人）と台湾コーストガード警備艦（2人）に収容された要救助者を、救難員が船上に降下した上で救難ヘリに収容、石垣島に搬送した。
- 2010年7月28日 北海道丘珠空港に到着予定であったセスナ機（乗員2人）が行方不明のため、東京空港事務所長から航空救難要請により、30日に千歳救難隊が不明機と搭乗員を発見、救難員が降下して救難ヘリに要救助者を収容搬送後に消防に引き渡しを行なった。
- 2010年7月25日 埼玉県防災航空隊ヘリが救助作業中に墜落したため、埼玉県知事からの災害派遣要請で、百里救難隊の救難員が降下して、墜落機の乗員5人および遭難者1人を救助・搬送して入間基地で救急車に引き渡しを行なった。なお、百里救難隊は百里基地航空祭の最中に災害派遣出動を行った。